# Jean Gay
Pour les personnalités de même nom de famille, voir Gay.
Jean Gay, né le 24 mai 1901 et mort le 27 août 1977, est un évêque catholique français.

## Biographie
Jean Gay est né le 24 mai 1901, à Bourg-en-Bresse, dans le département de l'Ain. Il est ordonné prêtre, le 9 août 1925, au sein de la congrégation du Saint-Esprit.
Il est nommé évêque coadjuteur de Guadeloupe et Basse-Terre, auprès de Pierre-Louis Genoud, et, en cette qualité, évêque titulaire d'Aezani (de) (Turquie), le 13 janvier 1943. Il reçoit la consécration épiscopale des mains de Louis Le Hunsec, supérieur général de la congrégation du Saint-Esprit et évêque titulaire d'Europus.
Il succède à Pierre-Louis Genoud, à la tête du diocèse de Guadeloupe et Basse-Terre, le 17 mai 1945. À la suite du renommage du diocèse, le 19 juillet 1951, son titre d'évêque de Guadeloupe et Basse-Terre devient celui d'évêque de Basse-Terre et Pointe-à-Pitre.
L'Académie française lui décerne le prix Ferrières en 1956 pour son ouvrage sur François Libermann.
Il participe, en qualité de père conciliaire, aux quatre sessions du IIe concile œcuménique du Vatican, qui se déroulent à Rome, entre le 11 octobre 1962 et le 8 décembre 1965.
Il démissionne de ce ministère, le 29 janvier 1968, et est nommé, le même jour, évêque titulaire de Gemellae-en-Byzacène (de) (Tunisie), jusqu'au 18 février 1971, et évêque émérite de Basse-Terre et Pointe-à-Pitre, jusqu'à sa mort, le 27 août 1977.